# Agios Minas
Agios Minas (griechisch Αγίος Μηνάς) ist seit 2010 ein Gemeindebezirk auf der griechischen Insel Chios mit dem Verwaltungssitz Thymiana. Die 1989 gegründete Gemeinde Agios Minas war nach dem gleichnamigen Kloster (Μονή Αγίος Μηνάς) benannt. Mit der Verwaltungsreform 2010 wurden zum 1. Januar 2011 die Gemeinden der Insel zur Gemeinde Chios zusammengelegt. Agios Minas bildet seither einen von acht Gemeindebezirken.

## Lage
Der Gemeindebezirk liegt im Osten der Insel, südlich der Stadt Chios, und nimmt den südlichen Teil der landwirtschaftlich geprägten Kambos-Ebene und das daran angrenzende Hügelland ein. Benachbarte Gemeindebezirke sind Kambochora im Westen und Ionia im Süden. Im Osten, jenseits der Meerenge von Chios (Steno tis Chiou Στενό της Χίου; auch Steno tis Erythreas Στενό της Ερυθραίας), liegt die kleinasiatische Halbinsel Erythrea (Χερσόνησο της Ερυθραίας) mit der Stadt Çeşme. Die kürzeste Entfernung beträgt weniger als 7 km.

## Verwaltungsgliederung
Der Gemeindebezirk untergliedert sich in zwei Stadtbezirke mit einigen kleineren Siedlungen. Die Einwohnerzahlen entstammen der Volkszählung von 2011.
| Stadtbezirk | griechischer Name            | Code     | Fläche (km²) | Einwohner 2001 | Einwohner 2011 | Dörfer und Siedlungen                                                                           |
| ----------- | ---------------------------- | -------- | ------------ | -------------- | -------------- | ----------------------------------------------------------------------------------------------- |
| Thymiana    | Δημοτική Κοινότητα Θυμιανών  | 57010201 | 7,719        | 2093           | 2606           | Thymiana, Agia Ermioni, Karfas, Keramia, Lefkonia, Moni Agiou Konstandinou Frangovouniou, Plaka |
| Neochori    | Δημοτική Κοινότητα Νεοχωρίου | 57010202 | 5,691        | 593            | 665            | Moni Agiou Mina, Neochori, Paralia Agias Fotinis                                                |
| Gesamt      | Gesamt                       | 570102   | 13,410       | 2686           | 3271           |                                                                                                 |